# Јакоб фон Икскил
Карл Волмар Јакоб Барон фон Икскил (Упсала, Шведска 19. августа 1944) је писац, предавач, филантроп, активиста и бивши политичар. Био је посланик Европског парламента Немачке партије зелених од 1987 до 1989. Године 1980. Икскил је основао Рајт лајвлихуф награду . Рођен је у Шведској, има двојно шведско и немачко држављанство, резидент је Уједињеног Краљевства.

## Живот
Рођен је Густаву Адолфу Гестеу Барону фон Икскил и Еви Леверенц у Упсали, члановима племићке породице балтичких Немаца која је напустила Естонију након Првог светског рата. Након студија у Шведској и Немачкој, добио је стипендију за Оксфорд, дипломирајући из филозофије, политике и економије.
Његов деда Јакоб фон Икскил је био биолог и пионир биосемиотике. Ожењен је и има троје деце. Живи са породицом у Лондону.

## Рајт Лајвлихуд награда
Рајт Лајвлихуд награда произашла је из његовог критичног погледа Нобелове награде које је видео као изузетно уску и која је награђивала само грађане по развијеним земљама. Икскил се прво обратио Нобеловој фондацији са предлогом да успостави две нове награде, једну за екологију и једну релевантну за живот сиромашне већине светске популације. Понудио је и финансијски допринос, али је његов предлог одбијен.
По неуспеху је основао Рајт Лајвлихуд награду и дао почетни задужбину продајући своју колекцију поштанских марака за милион $; награде су касније привукле додатна средства од приватних лица, што је омогућило да се донирају годишње награде у вриједности од 150.000 евра.  Године 1980. додељене су прве награде у закупљеној сали.  Пет година касније уследио је позив да се додељују у згради шведског парламента. Од 2005. године његов нећак Оле вон Икскил је преузео управљање наградом.

## Политика
Немачка странка зелених га је неколико пута номиновала на изборима за Европски парламент. Као посланик од 1987 до 89, био је члан Одбора за политичка питања и Одбора за науку и технологију. Био је и члан Делегације за односе са Врховним Саветом СССР- а и Балтичке интергрупе.